# FGF10
FGF10 (англ. Fibroblast growth factor 10) – білок, який кодується однойменним геном, розташованим у людей на короткому плечі 5-ї хромосоми.  Довжина поліпептидного ланцюга білка становить 208 амінокислот, а молекулярна маса — 23 436.
| 10         |  | 20         |  | 30         |  | 40         |  | 50         |
| ---------- |  | ---------- |  | ---------- |  | ---------- |  | ---------- |
| MWKWILTHCA |  | SAFPHLPGCC |  | CCCFLLLFLV |  | SSVPVTCQAL |  | GQDMVSPEAT |
| NSSSSSFSSP |  | SSAGRHVRSY |  | NHLQGDVRWR |  | KLFSFTKYFL |  | KIEKNGKVSG |
| TKKENCPYSI |  | LEITSVEIGV |  | VAVKAINSNY |  | YLAMNKKGKL |  | YGSKEFNNDC |
| KLKERIEENG |  | YNTYASFNWQ |  | HNGRQMYVAL |  | NGKGAPRRGQ |  | KTRRKNTSAH |
| FLPMVVHS   |  |            |  |            |  |            |  |            |

A: Аланін

C: Цистеїн

D: Аспарагінова кислота

E: Глутамінова кислота

F: Фенілаланін

G: Гліцин

H: Гістидин

I: Ізолейцин

K: Лізин

L: Лейцин

M: Метіонін

N: Аспарагін

P: Пролін

Q: Глутамін

R: Аргінін

S: Серин

T: Треонін

V: Валін

W: Триптофан

Кодований геном білок за функцією належить до факторів росту. 
Секретований назовні.